# 鯽魚湖 (香港)

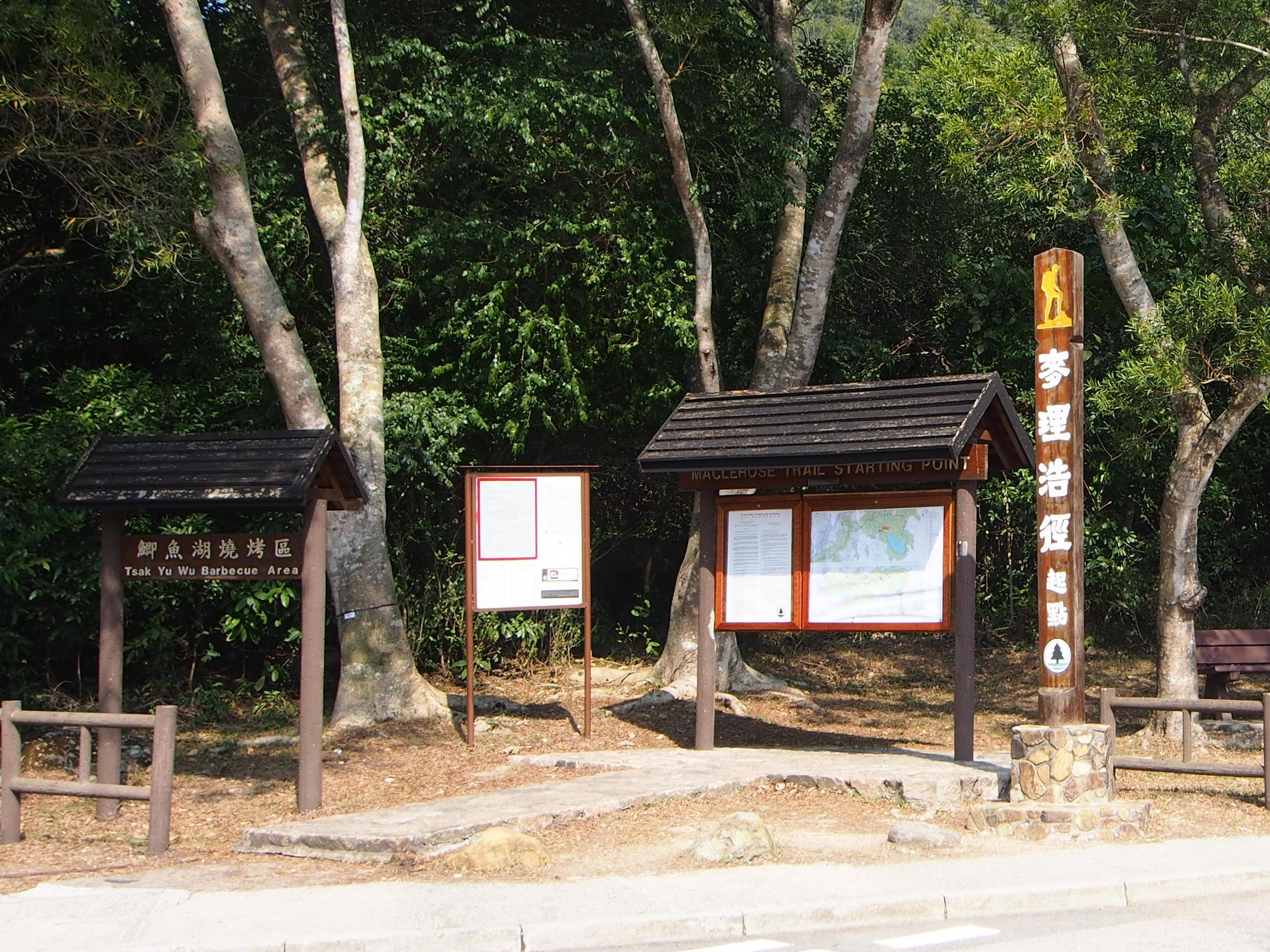
位於鯽魚湖的麥理浩徑起點。

鯽魚湖（英語：Tsak Yue Wu）是一條位於香港西貢半島北潭涌的鄉村。

## 行政區劃
鯽魚湖是新界小型屋宇政策下其中一條認可鄉村。

## 歷史
1911年，北潭涌被描述為一個由六條鄉村（黃宜洲、北潭、上窰、鯽魚湖、黃麖地及斬竹灣）所組成，居民不足405人之地。這六條鄉村均為客家人所居住，唯位於北潭的兩條村則除外。

## 外部連結
- 居民代表選舉鯽魚湖（西貢）的劃定現有鄉村範圍（2019－2022年）

22°24′05″N 114°19′24″E / 22.401278°N 114.32335°E